# Para Além do Bem e do Mal
Jenseits von Gut und Böse. Vorspiel einer Philosophie der Zukunft (em português: Para além do bem e do mal. Prelúdio a uma filosofia do futuro), publicado em 1886, nasceu de reflexões e anotações de Friedrich Nietzsche, durante a composição de Assim Falou Zaratustra, e inicia uma nova fase literário-filosófica do autor, a sua fase de negação e destruição.
Além do Bem e do Mal foi escrito em um tom mais crítico e denso, contrastando com os seus livros anteriores, como "Humano, Demasiado Humano", "Aurora" e "A Gaia Ciência", os quais foram escritos em um tom de leveza e serenidade. Nietzsche considerava este livro, juntamente com "Assim Falava Zaratustra", o seu livro principal, abarcando uma maior multiplicidade de assuntos e reflexões. Assim definiu Nietzsche este livro a seu amigo Jacob Burckhardt: "Peço-lhe que leia este livro (se bem que ele diga as mesmas coisas que o meu Zaratustra, mas de uma forma diferente, muito diferente)…".

## Crítica
Este livro chamara a atenção de um famoso jornalista do jornal suíço "Bund", Widmann. Seguem os comentários desse jornalista sobre o livro: "Os 'sticks' de dinamite que foram usados para a construção da via-férrea de Gouthard ostentavam uma bandeira negra para anunciar um perigo de morte. É neste sentido muito preciso que nós falamos do novo livro do filósofo Nietzsche como sendo um livro perigoso. Mas este termo não contém a menor crítica ao autor e à sua obra, da mesma forma que essa bandeirola negra não estava lá para criticar o explosivo. Longe de nós ainda a ideia de entregar o pensador solitário aos corvos e rãs da pia batismal, atraindo atenção para o caráter perigoso do seu livro. A dinamite, espiritual como material, pode servir a uma obra muito útil. Não é preciso usá-la com fins criminosos. Mas onde for colocado o 'stick' é melhor dizer claramente: 'Aqui há dinamite!…' Nietzsche é o primeiro a conhecer um novo caminho, tão assustador que sentimos realmente medo quando o vemos seguir, solitário, essa senda até agora não trilhada!…" Widmann parecia saber exatamente quais palavras que mais lisonjeariam Nietzsche, que, naturalmente, rejubilou-se com o artigo.

## Estrutura
O livro consiste em 296 seções numeradas e um "EPODE", intitulado "Das Montanhas Altas". Ele é dividido em 9 partes, as quais tratam de assuntos como: a influência dos preconceitos populares no trabalho do erudito e do filósofo; a conceituação nietzscheana de liberdade e espírito livre e sua expectativa sobre a filosofia do futuro; a essência do homini religiosi, suas diversas facetas e seu comportamento frente à ciência; análise da moral corrente; análise da filosofia e da ciência da época, e da mente do erudito europeu; um ensaio sobre a condição política da Europa, a qual se afogava nas rivalidades de suas maiores potências, crítica ao nacionalismo e ao anti-semitismo (em uma das sub-seções deste ensaio, Nietzsche toca, pela última vez, no "problema" da miscigenação entre as raças européias, mostrando expectativas vagas "na criação de uma nova raça que venha a governar a Europa" — esta "raça", como aponta o texto precedente, seria resultado do caldeamento das nobrezas européias e da raça judaica, a qual estendia mais e mais seu domínio econômico sobre a Europa); retratação do que Nietzsche chamava "moral aristocrática", suas nuances e seu contraste com a moral cristã, que foi tão atacada em vários dos seus escritos. No final do livro, há um poema por ele escrito, chamado "Das altas montanhas". Este poema é também traduzido como "Do Alto dos Montes", na tradução do livro por Antonio Carlos Braga.

### As seções são organizadas em nove partes
- Parte I: Dos preconceitos dos filósofos (Von den Vorurtheilen den Philosophen). (1. - 23.)
- Parte II: O espírito livre (Der freie Geist). (24. - 44.)
- Parte III: A essência/natureza religiosa (Das religiöse Wesen). (45. - 62)
- Parte IV: Provérbios e interlúdios (Sprüche und Zwischenspiel). (63. - 185.)
- Parte V: Pela história natural da moral (Zur Naturgeschichte der Moral). (186. - 203)
- Parte VI: Nós, doutos (Wir Gelehrten). (204. - 213)
- Parte VII: Nossas virtudes (Unsere Tugenden). (214. - 239.)
- Parte VIII: Povos e pátrias (Völker und Vaterländer). (240. - 256.)
- Parte IX: O que é aristocrático? (was ist vornehm?). (257. - 296.)

### Prólogo
"Supondo que a verdade seja uma mulher"

### I: Dos Preconceitos dos Filósofos
§1. Vontade de verdade
§2
§3
§4
§5. As trilhas ocultas da dialética
§6. Filosofia enquanto a confissão pessoal de seu autor
§7
§8
§9. Natureza: a própria indiferença como poder
§10. Vontade de verdade
§11
§12
§13
§14
§15
§16
§17
§18
§19. Moral: como teoria das relações de dominação sob as quais se origina o fenômeno vida
§20
§21
§22
§23

### II: O Espírito Livre
§24
§25
§26
§27
§28
§29
§30
§31
§32. Os períodos da Moral
§33
§34
§35
§36
§37
§38
§39
§40
§41
§42
§43
§44

## Obras na mesma época
No mesmo ano da publicação do livro, 1886, iniciara Nietzsche a composição de "Genealogia da Moral", a qual deveria ser uma continuação de Além do Bem e do Mal, de acordo com a intenção do autor. "Genealogia da Moral" é um dos mais incisivos livros da filosofia ocidental, o qual toca, com eloqüência e uma profundidade inquietante, o problema mostrado, de forma mais sucinta, no livro antecessor: a derrocada da moral cristã, precedida pela "morte" do Deus cristão, uma breve história da origem dos sentimentos disseminados pelos ideais ascéticos e uma ampla visão desses mesmos ideais. É reconhecido como o auge da psicologia social de Nietzsche.